# Paul Mambe Mukanga
Paul Mambe Mukanga (* 13. April 1929 in Shopo; † 26. Januar 2004) war Bischof von Kindu.

## Leben
Paul Mambe Mukanga empfing am 28. Dezember 1957 die Priesterweihe. Papst Johannes Paul II. ernannte ihn am 15. März 1979 zum Bischof von Kindu.
De Erzbischof von Bukavu, Aloys Mulindwa Mutabesha Mugoma Mweru, spendete ihm am 24. Juni desselben Jahres die Bischofsweihe; Mitkonsekratoren waren Tharcisse Tshibangu Tshishiku, Weihbischof in Kinshasa, und Albert Tshomba Yungu, Bischof von Tshumbe.